# Raión de Žłobin
Žłobin (en bielorruso: Жлобінскі раён) es un raión o distrito de Bielorrusia, en la provincia (óblast) de Gómel. Su capital es Zhlobin.
Comprende una superficie de 2 100 km².

## Demografía
Según estimación 2010 contaba con una población total de 104 871 habitantes.

## Subdivisiones
Comprende la ciudad subdistrital de Zhlobin (la capital), el asentamiento de tipo urbano de Streshyn y los siguientes 15 consejos rurales:
- Aktsiabr
- Vérjniaya Albá
- Dabrahoshcha
- Karótkavichy
- Kírava
- Krasny Bérah
- Lutski
- Máiskaye
- Malévichy
- Nóvyya Markávichy
- Páparatnaye
- Pirévichy
- Salanoye
- Staraya Rudnia
- Shchadrýn